# 컴퓨터 애니메이션

컴퓨터 애니메이션의 예

컴퓨터 애니메이션(영어: computer animation)은 컴퓨터를 사용하여 동영상을 만들어내는 기술을 말한다. 이는 컴퓨터 그래픽스와 애니메이션의 하부 분야이다. 비록 2차원 컴퓨터 그래픽스가 낮은 대역폭의 빠른 실시간 렌더링의 요구에 충족하기는 하지만, 더 넓게 보면, 3차원 컴퓨터 그래픽스의 수단으로 만들어진다. 이를, 특히 영화에서 적용할 경우, CGI라고도 일컫는다.
움직임을 나타내려면, 영상은 컴퓨터 화면에 표시되고 재빠르게 이전 그림과 비슷한 새로운 그림으로 대체되어야 한다. 이 기술은 텔레비전과 영화에서 영상의 움직임을 나타내는 방식이다.

## 3차원 애니메이션
3차원 애니메이션은 컴퓨터 기술의 발전과 함께 탄생한 새로운 애니메이션 분야이다. 정지된 컷들을 연속으로 이어붙여 착시현상을 이용한 애니메이션과 달리 컴퓨터의 계산으로 움직이는 것을 녹화하여 편집한 새로운 방식의 애니메이션이다. 3차원 애니메이션의 경우, 모든 프레임은 모델링이 끝난 뒤에 렌더링되어야 한다. 2차원 벡터 애니메이션의 경우 렌더링 처리는 키 프레임이 그려지는 과정이다.
3차원 애니메이션은 특징으로는 점점 발전하는 그래픽과 이미 만든 데이터를 이용하여 작품 전체에 사용할 수 있다는 점이다. 이것은 똑같은 배경이나 캐릭터를 컷마다 새로 그려내야 하는 일반적인 애니메이션 방식과 달리, 컴퓨터 내에 3차원으로 모델링된 것을 이용하여 작품 전체에 심지어는 후속작에도 데이터를 복사하여 사용할 수 있다.
근래에 3차원 프린터가 상용화 되면서 일반인이 손쉽게 3차원 애니메이션 관련 피규어 등을 제작할 수 있게 되었으며, 더욱이 만화나 그래픽 관련 직업에 종사하는 사람들로부터 특히 많은 관심을 받고있다. 3차원 애니메이션은 외형적인 캐릭터성을 강조할 수 있으며 2D 애니메이션에서 흔치 않은 실사같은 그래픽을 표현할 수 있고, 그 효과가 눈에 띄게 발전하면서 3차원 애니메이션의 종류는 점점 증가하고있다.
3차원 애니메이션은 컴퓨터 애니메이션의 하부 분야이지만 컴퓨터 애니메이션은 마이 리틀 포니: 우정은 마법과 같은 플래시 기반의 애니메이션이나, 이지툰 등의 다른 종류도 포함하며, 3차원 애니메이션은 점차 독보적인 장르로 발전하기 때문에 컴퓨터 애니메이션만으로 설명하기엔 무리가 있다.

## 같이 보기
- 애니메이션
- CGI
- 시각 효과
- 컴퓨터 애니메이션 영화 목록